# Hyophila brevifolia
Hyophila brevifolia är en bladmossart som beskrevs av Georg Ernst Ludwig Hampe 1879. Hyophila brevifolia ingår i släktet Hyophila och familjen Pottiaceae. Inga underarter finns listade i Catalogue of Life.